# Critiques des SUV et 4x4

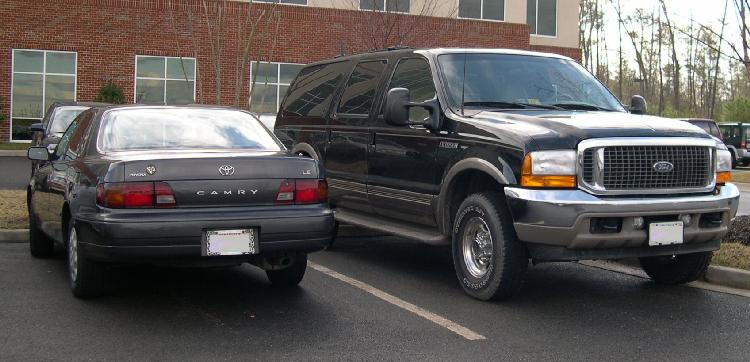
Occupation de l'espace par un SUV Ford Excursion commercialisé sur le marché américain relativement à une Toyota Camry.

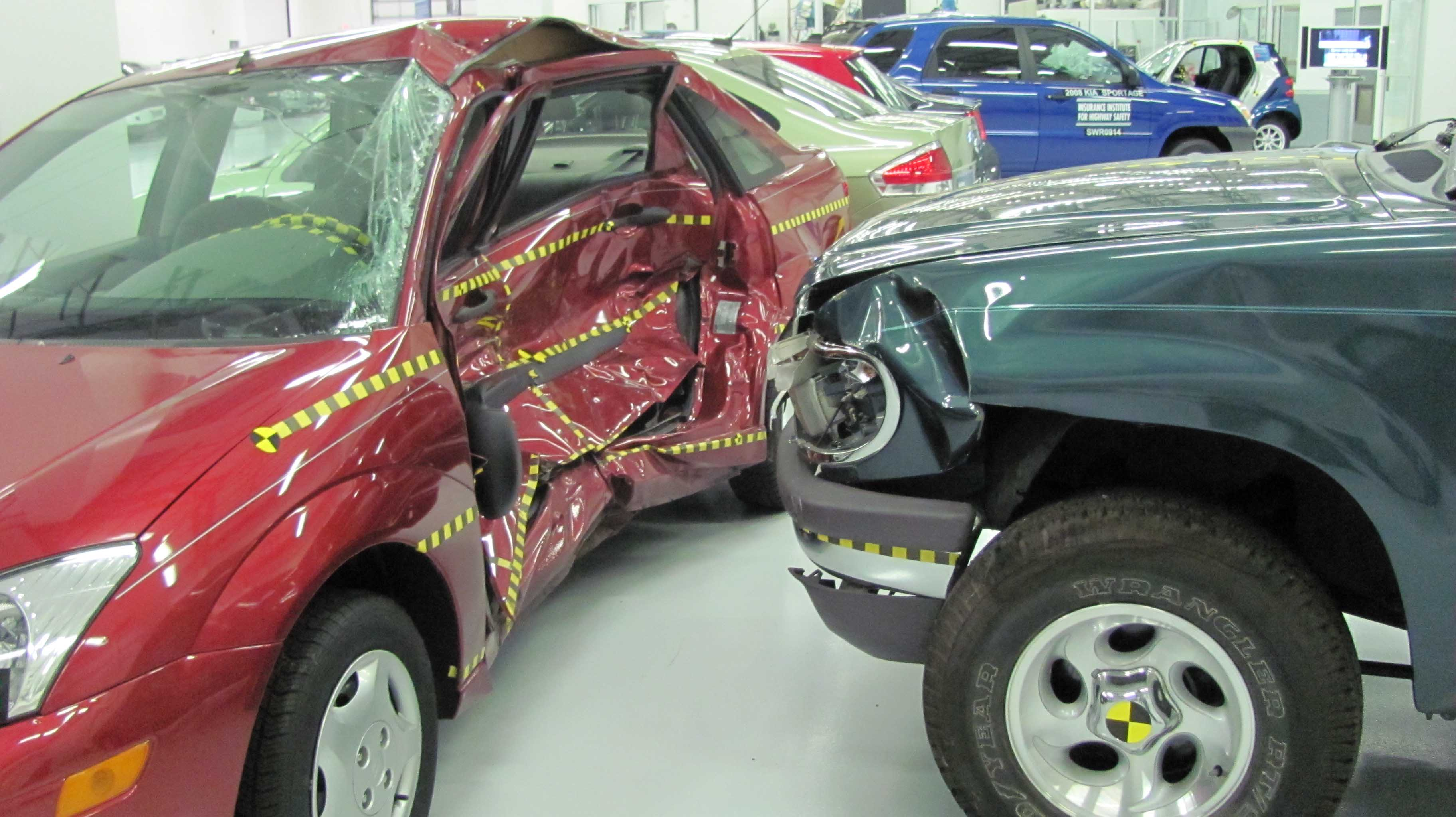
Dommages occasionnés par un Ford Explorer de 1996 sur un Ford Focus de 2000 lors d'un test de collision latéral

Les critiques des SUV et 4 × 4, ou sport utility vehicles (« véhicules utilitaires sport » au Québec), véhicules tout-terrain, light truck, light-duty trucks, pick-ups et 4 × 4 urbains, portent sur les risques d'accidents, la pollution environnementale et l'occupation de l'espace qui leur sont associés.
Ces critiques sont d'abord émises des associations comme le WWF ou Greenpeace au début des années 2000.

## Impact environnemental
Avec les appareils de chauffage domestique, l'automobile est devenue le principal responsable des smogs urbains, devenus chroniques dans certaines capitales, asiatiques notamment. 
Dans les pays occidentaux, le 4 × 4 a souvent perdu son usage tout-terrain initial au profit d'un usage urbain ou routier. En passant de 5 % des ventes de voitures particulières en 2008, en France à près d'un tiers en 2017, sa présence croissante en ville engendre des querelles et frustrations. Il lui est reproché de trop polluer l'air (du fait de son poids et de sa motorisation Diesel en Europe) et d'occuper une place trop importante sur les parkings et voiries des centres-villes ou dans les garages du fait de la taille de certains modèles.

### Consommation et émissions de gaz à effet de serre

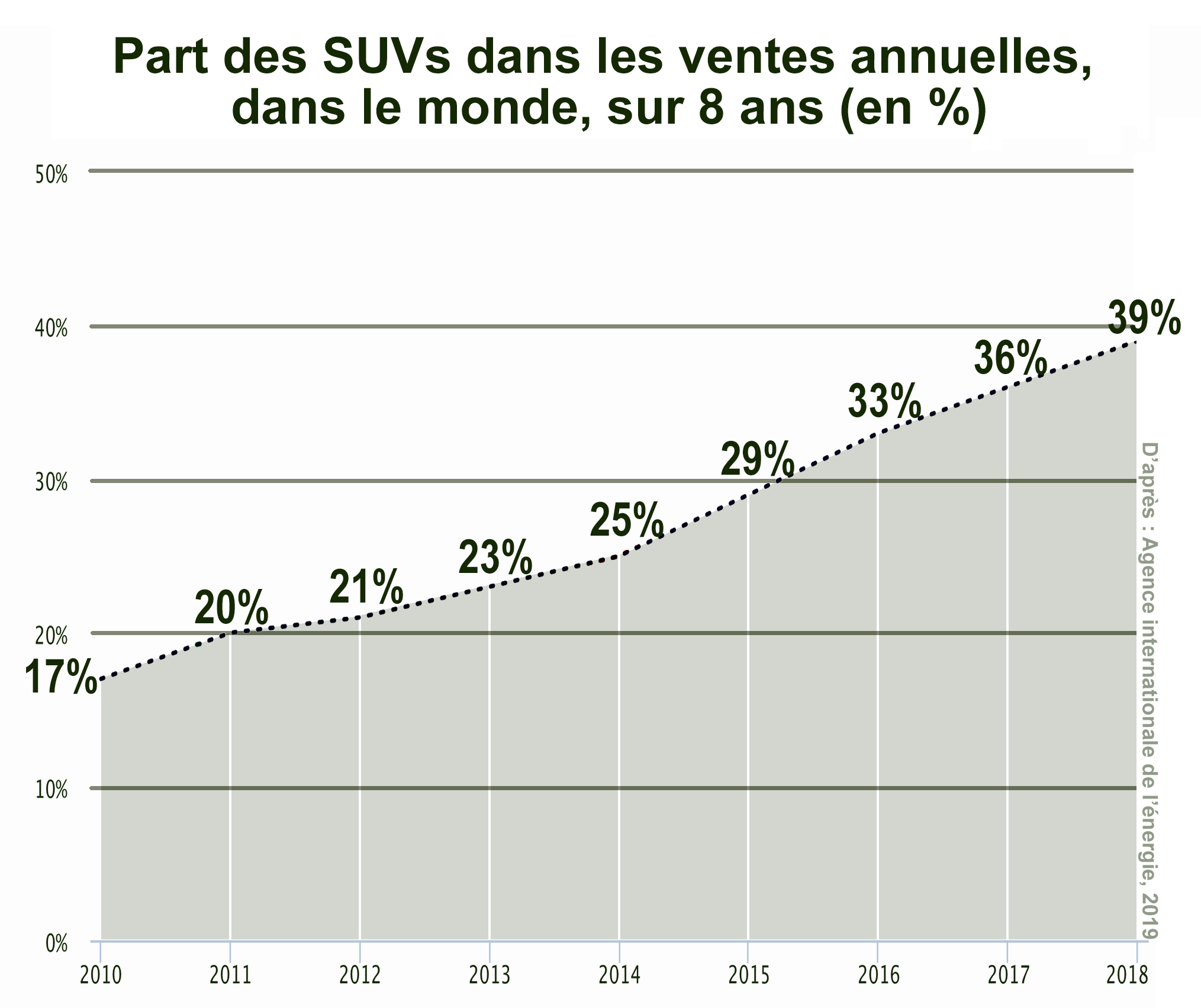
La part croissante des SUV dans les ventes annuelles de voitures contribue à l'augmentation des consommations d'énergie et des émissions de gaz à effet de serre (GES) du secteur automobile.
Selon l'Agence internationale de l'énergie, les SUV sont devenus la deuxième cause d'augmentation des émissions de gaz à effet de serre dans le monde depuis 2010.

#### Consommation d'énergie
Tandis que le nombre de véhicules vendus a diminué dans le monde en 2017 et 2018, la consommation totale de carburant a continué à augmenter, à cause de la proportion croissante de SUV.
En 2019, les voitures de tourisme absorbent presque le quart du pétrole extrait du sous-sol[réf. nécessaire].
Selon un rapport de l'Agence internationale de l'énergie (AIE) de 2019, les SUV, souvent plus lourds et moins aérodynamiques, ont une consommation de carburant supérieure de 25 % en moyenne mondiale par rapport à une voiture de taille moyenne. Selon Caradisiac, les modèles du marché français consomment de quelques décilitres à plus d'un litre supplémentaire par rapport aux berlines correspondantes, par kilomètre. Selon L'Automobile magazine, pour une même motorisation, six petits SUV comparés à des berlines de même marque affichent une surconsommation de +9,4 % en moyenne, allant de +4 % à +17 % en extrêmes. Cette surconsommation est sensiblement plus élevée sur autoroute (+15,3 % en moyenne), du fait de l'aérodynamique moins bonne des SUV.
Une étude de chercheurs de l'université californienne de Davis, publiée en novembre 2023 avec le soutien de l'AIE, estime que « sans l'essor des SUV, l'énergie consommée pour chaque kilomètre parcouru par les voitures aurait pu diminuer de 30 % de plus dans le monde » et de 20 % en Europe.

#### Émissions de dioxyde de carbone
En raison de leur masse et de leur puissance, les SUV émettent davantage de dioxyde de carbone (CO2), un gaz à effet de serre,,, aussi bien pour leur fabrication que pendant leur utilisation.
Ainsi, malgré l'Accord de Paris sur le climat de 2015, dans un contexte de tentative de diminuer les émissions de gaz à effet de serre, les émissions européennes de CO2 par kilomètre parcouru étaient en hausse en 2017. En France, après de nombreuses années de baisse, les émissions sont remontées : 109 g/km en 2016, 111 g/km en 2017 et 112 g/km en 2018,, d'une part car les motorisation Diesel (moins émettrices de CO2) sont en perte de vitesse, d'autre part à cause de l'augmentation de la masse moyenne des nouveaux véhicules vendus, les SUV représentant une part de marché croissante : plus d'un tiers des véhicules neufs en Europe début 2018, 40 % des véhicules neufs en France au premier trimestre 2019,,.
À l'échelle mondiale, en 2019, le directeur de l'Agence internationale de l'énergie (AIE) indique qu´en passant de 18 % des voitures vendues en 2010 à plus de 40 % des ventes en 2018, les SUV ont été la deuxième source d'augmentation des émissions de CO2 dans le monde sur cette période, après le secteur de l'énergie, mais avant l'industrie lourde (aciéries, cimenteries, etc.), les poids lourds ou l'aviation. Ainsi, les 200 millions de SUV en circulation dans le monde en 2018 (contre 35 millions en 2010) ont émis cette année-là plus de deux fois plus de CO2 que la totalité des avions. Ils expliquent à eux seuls la demande supplémentaire de pétrole issue de l'automobile de 2010 à 2018, dépassant « largement les progrès en termes d'efficacité réalisés sur les voitures plus petites et les économies de carburant permises par les électriques ». Au rythme de ces huit années, si la mode des SUV se poursuit, en 2040 près de deux millions de barils par jour de plus seront à extraire, annulant totalement les économies d'émissions de gaz à effet de serre permises par 150 millions de voitures électriques.
Du fait de leur masse et de la puissance de leur moteur thermique, les SUV émettent environ 25 % de CO2 de plus que les voitures de taille moyenne. En 2003, « une étude menée par le bureau d’ingénieurs Metron de Brugg montre que les gros 4 × 4 rejettent 35 % de CO2 de plus qu’une voiture moyenne ».
De 2010 à 2018, les SUV ont été la deuxième source d'augmentation des émissions de dioxyde de carbone dans le monde. Fatih Birol, directeur de l'Agence internationale de l'énergie (AIE), alerte ainsi en 2019 : « dans les faits, la star de l'industrie automobile ce n'est pas la voiture électrique, c'est le SUV : en 2010, 18 % des ventes de voitures dans le monde concernaient des SUV, en 2018, c'était plus de 40 % ! ». Fatih Birol observe ainsi que les SUV ont été la deuxième source de croissance des émissions de CO2 au cours des dix dernières années, après le secteur de l'énergie, mais avant l'industrie lourde, les poids lourds et l'aviation. Les 200 millions de SUV qui roulaient en 2018 dans le monde (contre 35 millions en 2010) sont souvent plus lourds et moins aérodynamiques, et consomment globalement 25 % d'énergie en plus par rapport à une voiture de taille moyenne. Ils expliquent à eux seuls la demande supplémentaire de pétrole issue de l'automobile de 2010 à 2018, effaçant le bénéfice des efforts faits pour rendre les voitures plus petites et plus sobres (notamment via la voiture électrique, qui par ailleurs n'est pas non plus décarbonée, du fait du mix électrique qui comporte des centrales à charbon). Au rythme de 2019, si la mode des SUV se poursuit, près de deux millions de barils par jour supplémentaires devront être extraits jusqu'à 2040, annulant totalement les économies d'émissions de gaz à effet de serre attendues de 150 millions de voitures électriques. L'agence ajoute que ces véhicules sont plus difficiles à électrifier, la batterie nécessaire devant être plus grosse à cause de leur masse.
En janvier 2024, l'Agence internationale de l'énergie (AIE) appelle les autorités à légiférer contre les SUV car ils émettent 20 % de CO2 de plus en moyenne que les berlines, du fait de leur masse supérieure (300 kg de plus qu'une berline) et à un design plus imposant, loin de l'optimum aérodynamique, qui entraînent une surconsommation d'énergie. L'AIE relève que 40 millions de SUV ont été vendus dans le monde en 2023, soit 48 % des ventes de voitures neuves ; en Europe, ils ont même dépassé la barre des 50 %. Ils ont émis un milliard de tonnes de gaz à effet de serre en un an, représentant la cinquième source mondiale de CO2, soit plus que l'ensemble des émissions du Japon. Leur prolifération obère une partie de la diminution des émissions de CO2 permise par l'électrification du parc automobile. Les 4x4 urbains représentent désormais un quart des voitures particulières actuellement sur les routes dans le monde, contre 5 % seulement pour les voitures électriques.

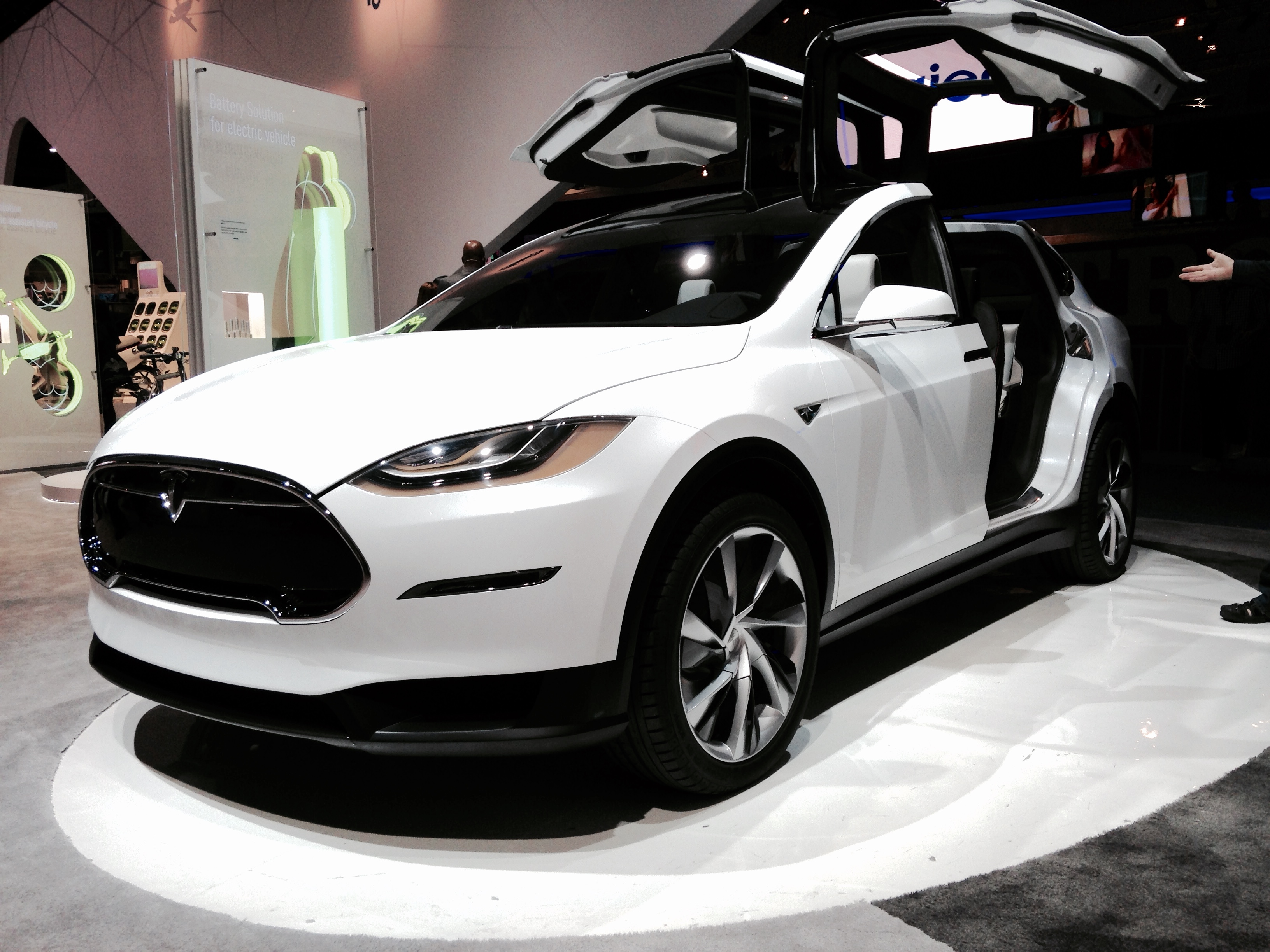
La Tesla Model X est un véhicule 100 % électrique à sept places du segment SUV produit depuis 2015.

#### Consommation de ressources
La fabrication de ces véhicules lourds pollue et consomme davantage de ressources (matières premières et énergie grise). À raison de 720 kg de CO2 rejetés tous les 1 000 euros dépensés, une voiture alourdie possède donc un bilan carbone conséquent dès sa sortie d'usine. Les modèles hybrides apparus plus récemment[Quand ?] (Lexus RX 400h, Toyota RAV4 Hybrid One et C-HR, Ford Escape Hybrid…), malgré une consommation diminuée de carburants fossiles, augmentent encore le poids et donc les émissions grises des véhicules.
Ces critiques incluent maintenant les SUV électriques, dont le poids est particulièrement élevé et dont la fabrication consomme une grande quantité de métaux et matériaux critiques.

### Mesures: limitation, taxation

#### Réglementation de la pollution
À l'origine des pics de pollution, le NOx, directement dangereux pour la santé humaine,, est majoritairement émis par le secteur des transports dont les véhicules automobiles comme les camions sont équipés de moteurs Diesel. Les gouvernements et constructeurs d'Europe , contrairement au Japon, n'accordent pas à ce jour[Quand ?] une importance prioritaire à ce polluant dans la lutte contre la pollution automobile, mais concentrent leur discours sur les émissions de CO2 et le réchauffement climatique. Les émissions par véhicule, à vitesses et conditions égales, sont plus importantes dans d'autres pays. Aux États-Unis cela est dû aux voitures plus lourdes et puissantes ; dans certains pays pauvres, cela est dû à des véhicules plus âgés[réf. nécessaire].
Certianes solutions proposées, à l'image de la vignette Crit'air, s'orientent vers une réglementation prenant en compte la puissance du moteur ou la consommation, ce qui permettrait d'en limiter l'utilisation par un effet de seuil financier. Cette réglementation s'appliquerait également aux autres véhicules producteurs de CO2, qu'ils soient à deux ou quatre roues motrices, dans des zones à faibles émissions.
Certains pays taxent les véhicules les plus polluants, et des villes comme Londres réduisent la circulation par une écotaxe à payer au centre-ville quelle que soit la voiture. En France, certaines grandes agglomérations comme Grand Lyon, Grenoble-Alpes Métropole, Clermont Auvergne Métropole, Pays d'Aix, Plaine Commune et Paris souhaitent interdire les centres-villes aux 4 × 4 et aux véhicules équipés de vieux moteurs Diesel pour réduire le CO2 et les particules fines, une mesure qui pourrait être plus juste que des péages urbains.
En Allemagne, le débat sur la circulation des 4 × 4 en ville a été relancé après qu'une Porsche Macan a fauché quatre piétons et renversé un feu de signalisation, à Berlin en 2019. La ville a déjà interdit l'accès de son centre aux véhicules les plus polluants en 2008 et a ainsi réussi en 2012 à passer sous les niveaux recommandés par les normes européennes. Depuis, une cinquantaine de villes allemandes ont suivi son exemple.
En 2019 et 2020, les ministres français Bruno Le Maire et Élisabeth Borne annoncent que leur gouvernement compte ouvrir des discussions sur la réglementation européenne concernant les objectifs de réduction des émissions de CO2 par les voitures particulières neuves, visant en particulier les SUV. Bruno Le Maire exprime son souhait d'ouvrir « un débat […] pour voir si ces règles de CO2 qui sont indexées sur le poids des véhicules ont encore du sens aujourd'hui ». Élisabeth Borne évoque quant à elle l'« absurdité » consistant à moduler le niveau moyen maximal de 95 gCO2/km pour les véhicules les plus lourds en fonction de la masse des véhicules vendus : selon elle, « la flambée des SUV découle aussi de cette réglementation dont on sait qu'elle est soutenue par l'un de nos grands voisins européens », visant implicitement l'Allemagne.

#### Réglementation de la sécurité
L'AIE préconise en janvier 2024 davantage de réglementations, par exemple sous la forme d'un régime fiscal différent ou de tarifs de parking plus élevés. Le malus au poids adopté en Norvège, en Irlande et en France, va dans ce sens.

## Sécurité, conception et accidentologie

### Sécurité

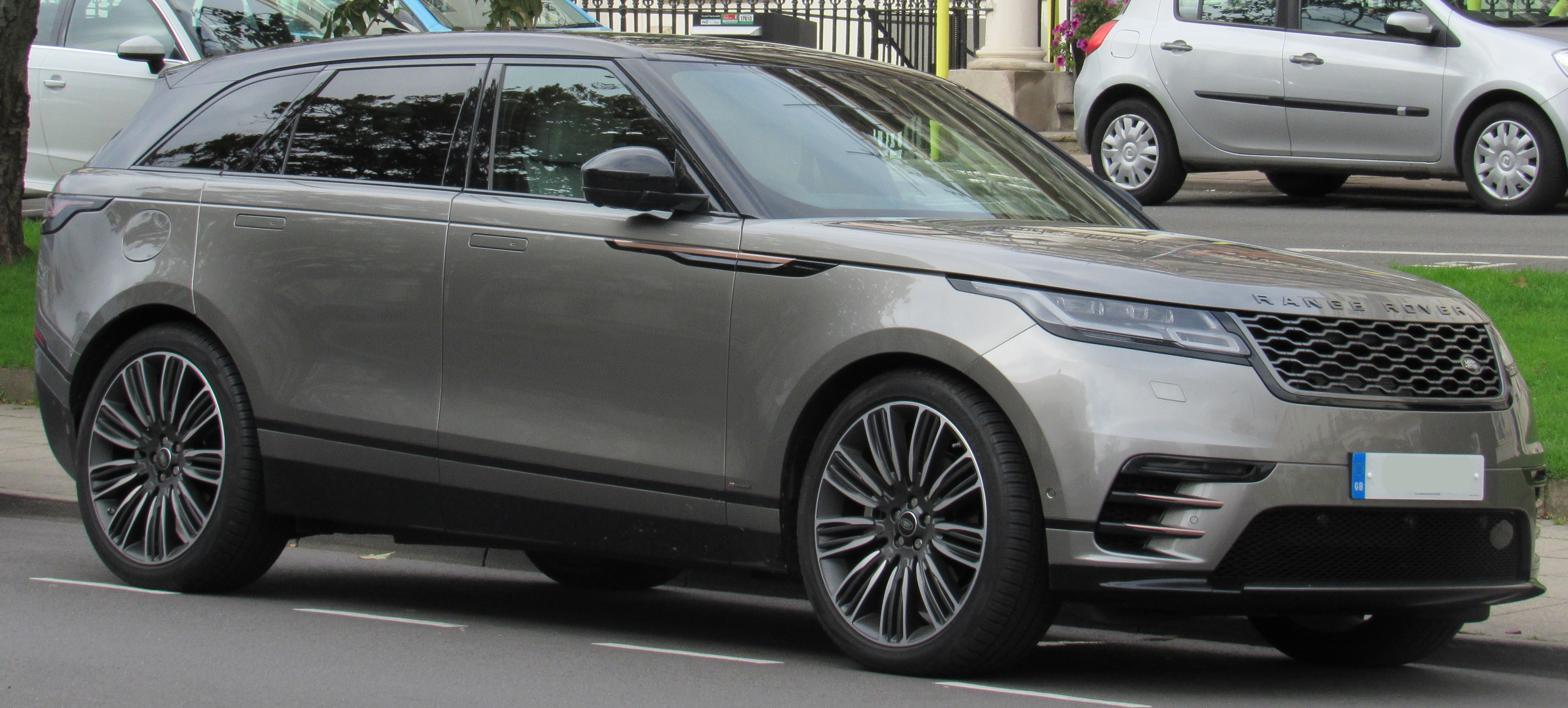
Selon l'Euro NCAP en 2018, les SUV récents obtiennent tous cinq étoiles. Ici, le Range Rover Velar. Les SUV sont toutefois plus dangereux pour les piétons et cyclistes que les véhicules plus légers et plus bas.

La position de conduite plus haute des SUV peut être appréciée de leurs conducteurs, mais cet avantage est progressivement annulé par la multiplication du nombre de ces véhicules et « entraîne un faux sentiment de protection ». De fait, les essais de choc de l'Euro NCAP, s'ils leur attribuent en 2017 jusqu'à cinq étoiles,, ne concluent pas à une sécurité accrue à leur bord.
Les SUV tuent davantage de piétons que des véhicules plus petits de type berline, à vitesse identique, particulièrement en environnement urbain. Ils sont également plus dangereux pour les occupants des autres véhicules. En effet, en raison de leur poids, ils développent une énergie cinétique bien plus élevée qu'un petit véhicule, énergie qui peut être destructrice en cas de collision avec un autre véhicule plus bas et plus léger. En réponse à ce risque, aux États-Unis, l'amélioration de la « compatibilité avec les autres véhicules » a réduit de 16 % le risque de blessure pour les passagers des véhicules tiers de la collision (grâce à un ajustement de la hauteur de l'avant du véhicule et en partie la capacité d’absorption d'énergie par les matériaux.
Enfin, les dimensions plus importantes des SUV diminuent la visibilité des usagers de la route plus vulnérables, comme les deux roues, motorisés ou non. Par exemple un SUV Peugeot 2008 fait 10 centimètres de hauteur supplémentaires par rapport à la berline correspondante Peugeot.
La pose de certains dispositifs peut encore aggraver les accidents corporels, tel le pare-buffle, qui accroît les risques de blessures graves pour les personnes touchées, raison pour laquelle il a disparu de la majorité des équipements de série proposés par les constructeurs. En effet, outre le risque pour les piétons, il perturbe le fonctionnement des airbags (coussins gonflables) et la sécurité passive du véhicule en cas d'accident. De tels dispositifs sont interdits sur les nouveaux véhicules vendus depuis 2002 dans les pays de l'Union européenne. Dès 1969 Citroën a supprimé le dangereux pare-buffle de l'Ami 6 sur sa nouvelle Ami 8.
En 2018 aux États-Unis, une enquête des quotidiens USA Today et Detroit Free Press établit une corrélation entre le pic de la vente de SUV sur le territoire américain et l'augmentation de la mortalité chez les piétons heurtés par un véhicule. L'étude montre que la probabilité pour une personne de mourir d'un accident causé par un véhicule SUV est supérieure, par rapport aux véhicules de tourisme ordinaires,. En février 2019, l'association des gouverneurs américains de la sécurité routière (en) (GHSA) signale que le nombre de piétons tués par les conducteurs de SUV a augmenté de 50 % entre 2013 et 2017, alors que le nombre de décès de piétons attribués à des automobilistes conduisant des voitures plus petites a augmenté de 30 % au cours de la même période. Des chercheurs britanniques de l'institut de recherche sur les transports (en) de l'université de Leeds, à partir des bases de données de la police portant sur près de quarante ans d'accidents de la route, confirment ce fait.
Au Royaume-Uni, cette même étude de 2019 a montré que les voitures lourdes tuent deux fois plus de piétons que les autres, : les conducteurs de véhicules équipés de moteurs de 2–3 L tuent les personnes qu'ils heurtent deux fois plus souvent que les conducteurs de véhicules de moins de 1,8 litre (2,4 % des cas contre 1,4 % des cas),.

#### Préconisations
L'auteur de l'étude britannique a suggéré à la police anglaise et au département des Transports britannique de préciser le type de carrosserie dans ses statistiques (la puissance du moteur est déjà notée). Si les résultats de l'étude sont confirmés, le Royaume-Uni devrait « décourager la possession de SUV dans les zones urbaines et limiter leur utilisation en ville en interdisant de nouvelles ventes ».
En Allemagne, une collision dans laquelle une Porsche Macan de couleur noire se mouvant à une vitesse excessive a tué quatre piétons a conduit des observateurs à s'interroger sur l'usage croissant de ce type de véhicules en zones urbaines. Selon Euro NCAP, la Porsche Macan atteint un score de 60 % pour la protection des piétons, mais l'avant du véhicule n'offre qu'une protection médiocre (« poor ») des piétons (zéro point) ; le système d'avertissement des collisions n'était disponible qu'en option, et n'était pas répandu sur ce véhicule. Ceci étant, le marketing a promu ce véhicule comme destiné à un usage urbain. Les dispositifs de protections pour piétons n'étaient obligatoires que pour les véhicules dont la masse en charge était inférieure à 2 500 kilogrammes. La Porsche Macan ayant une masse en charge de 2 510 kg, elle n'était pas tenue à être équipé de ces dispositifs urbains.
Pour l’executive director de l'European Technical and Scientific Centre (ETSC), Antonio Avenoso, une manière intelligente de réduire la mortalité en zone urbaine serait de considérer certaines technologies, comme la protection des piétons et des cyclistes ou comme le freinage automatique d'urgence (automated emergency braking, ou AEB) urbain (piétons et cyclistes). Les piétons et les cyclistes représentent désormais une proportion plus élevée de ceux qui meurent sur nos routes simplement parce que les mesures de sécurité des véhicules ont jusqu'à présent principalement donné la priorité aux personnes à l'intérieur du véhicule. Lorsque nous examinons comment rendre les zones urbaines plus sûres, exiger que les véhicules qui pénètrent dans les zones résidentielles aient un niveau minimum élevé de protection des piétons et des cyclistes et des technologies telles que le freinage d'urgence automatisé avec détection des piétons et des cyclistes pourrait être une option intelligente à envisager pour les villes. Par ailleurs, certaines voix s'élèvent pour demander l'interdiction des SUV en centres-villes.
Les SUV causent 10 % de sinistres de plus que les autres voitures de tourisme, selon AXA Suisse en 2019. Cet écart passe à +27 % pour les gros SUV, de 2 155 à 3 500 kg". De plus, les dommages qu'ils causent sont alors plus graves ; cela est dû « à la taille et au poids de ces véhicules ainsi qu’à la hauteur du centre de gravité et du pare-chocs ».
En 2004, Michelle J. White (du département d'économie à l'Université de Californie à San Diego, aux États-Unis) évoque une « « course aux armements » sur les routes américaines par l'achat de véhicules de plus en plus lourds tels les SUV, camionnettes et camions légers », en dépit du fait qu'ils représentent un danger accru pour les occupants de véhicules tiers (plus petits et plus légers) ainsi que pour les autres utilisateurs de l'espace public (piétons, cyclistes et motocyclistes). Son étude porte sur les effets « internes » de ces véhicules (c'est-à-dire sur la sécurité de leurs occupants) et « externes » (c'est-à-dire sur les autres personnes impliquées dans des accidents), et conclut d'après les statistiques alors disponibles que la létalité des accidents dans lesquels sont impliqués les camions légers (light trucks) est accrue, contrairement à celle des SUV. Au tout début des années 2000 aux États-Unis, environ un million de ces véhicules lourds remplaçaient des voitures plus légères en tuant annuellement 34 occupants et près de trois fois plus (93 morts) de piétons, cyclistes ou motocyclistes ; cette étude chiffre la valeur des vies perdues entre 242 et 652 millions de dollars par an, pris en charge par les assurances. L'étude montre que lorsque les conducteurs remplacent les voitures par des véhicules utilitaires légers (« light trucks ») ou par des SUV, on compte 3 700 accidents supplémentaires par an pour des camions légers et 800 pour des SUV (accidents impliquant des décès d'occupants de véhicules plus petits, de piétons et de cyclistes) alors que sont évités 1 400 accidents impliquant des décès d'occupants de camions légers ou 1 800 accidents impliquant des décès d’occupants de SUV. Le bilan est donc nettement négatif pour les camions légers mais plutôt positif pour les SUV.

### Renversements de SUV
Plus lourds et plus hauts que les berlines, les SUV présentent, à l'instar des monospaces et des ludospaces, un risque supérieur de renversement en raison de leur centre de gravité plus élevé. Cette propension a été révélée au grand public lors du test de la baïonnette effectué avec le minispace Mercedes Classe A en 1997,. Ce problème a obligé les constructeurs à équiper la plupart de ces véhicules neufs[réf. nécessaire] de systèmes de suspension pilotée, pour un coût encore accru, ou à durcir l'amortissement, aux dépens du confort. Ce test, appelé aussi test de l'élan, est pratiqué en Suède depuis les années 1970.

### Renversements de piétons et conception
Selon une étude menée par Detroit Free Press, un piéton américain a deux à trois fois plus de risques de décéder dans une collision s'il est percuté par un SUV ou un pick-up. La National Highway Traffic Safety Administration souligne que les SUV sont responsables en 2018 de 40 % des décès de piétons dans ces accidents, alors qu'ils représentent un tiers du parc automobile. Au contraire des États-Unis, en Europe les systèmes de détection et de freinage d’urgence dans ces situations sont plus courants et devraient être obligatoires pour obtenir la quatrième et la cinquième étoile des tests Euro NCAP.
Dans des pays à hauts et moyens revenus comme les États-Unis et certains pays d'Europe continentale, les piétons et cyclistes heurtés par un SUV ou un LTV meurent plus souvent que dans le cas de voitures moyennes : +44 % de risque tous âges confondus, +82 % pour les enfants et +130 % pour les enfants de moins de 10 ans. Le risque d'avoir des blessures graves ou mortelles, plutôt que légères, augmente de 24 % pour les adultes et 28 % pour les enfants, sur la période de 35 ans étudiée.
Selon Jean-Marie Mortier, directeur technique de Test-Achats, « Les 4 × 4 vis-à-vis du piéton sont très mal conçus. D’abord, ils sont plus hauts, prennent le piéton au thorax et quand on les compare aux berlines, qui ont été conçues pour mieux absorber le choc avec les piétons et qui ont aussi été conçues pour que le capot ne soit pas trop rigide et que la tête, qui pourrait frapper sur le capot, ne soit pas fracassée, les 4 × 4 n’ont rien dans leur conception pour éviter ces chocs-là. »

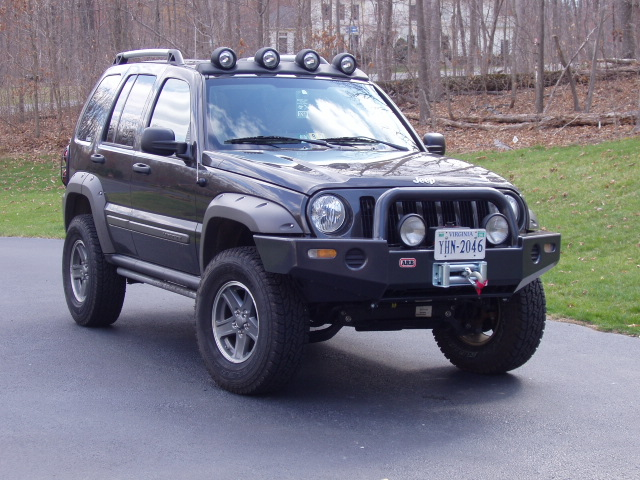
Le pare-buffle, ici monté sur une Jeep, toléré jusqu'en 2018 et désormais interdit en France.

Après avoir été tolérés, les pare-buffles sont désormais interdits en France depuis 2018.

### Visibilité
Les SUV peuvent être plus hauts que les autres véhicules sur leur partie frontale. Au États-Unis, cette hauteur peut dépasser les 40 pouces (un mètre) et atteindre 55 pouces (140 centimètres) contre une hauteur inférieur à 30 pouces (45 centimètres) pour un véhicule ordinaire. Cette hauteur additionnelle crée une gigantesque zone d'angle mort à l'avant qui est plus spécifiquement dangereuse pour les enfants et les personnes en fauteuil roulant,.

### Stationnement
Aux États-Unis, l'encombrement des véhicules a augmenté en trente ans, de 4 pouces de large, et de 10 pouces de long, et de 8 pouces de haut, selon l'IIHS.
La ville de Paris envisage une votation sur ce sujet en février 2024.

### Comportement des conducteurs
Un article de 2006 du British Medical Journal rapporte qu'au Royaume-Uni « les conducteurs de SUV sont quatre fois plus nombreux à conduire le téléphone à la main que les autres conducteurs ». Ils sont aussi plus nombreux (+33 %) à conduire sans ceinture de sécurité, le sentiment de sécurité procuré par le véhicule incitant probablement le conducteur à prendre plus de risques.

### Masse
La masse moyenne des véhicules neufs est passée de 900 kg en 1984 à 1 250 kg en 2004, pour une puissance moyenne gagnant 38 % en vingt ans,, ce qui s'est traduit par une consommation accrue de ressources et plus d'émissions de GES lors du transport des matières premières et des pièces, lors de la fabrication des véhicules, et lors de leur utilisation.
Aux États-Unis, l'encombrement des véhicules a augmenté en trente ans, de 1000 livres,  selon l'IIHS.

## Militantisme anti-4 × 4et anti SUV
Au début des années 2000, des groupes militants radicaux visent des véhicules 4 × 4 dans plusieurs grandes villes de France et de Belgique, dont ils dégonflent les pneus (en apposant « en règle générale » un mot d'avertissement et d'explication) ou qu'ils maculent de boue. Quelques années plus tard cette pratique s'étend aux SUV,. 
Jugés trop lourds et donc trop polluants, ces véhicules sont en effet devenus une des cibles principales d'associations comme le WWF ou Greenpeace ». Selon BFM TV, des militants évoquent aussi le danger accru que représentent les SUV et 4 × 4. Ces actions peuvent être poursuivies pour mise en danger de la vie d'autrui : les contrevenants risquent un an de prison et 15 000 euros d'amende. Toutefois, pour la police de Londres, il y a débat pour savoir si c'est un délit, puisque le véhicule n'est pas endommagé. En 2022, il n'y a jamais eu de poursuites civiles ni pénales pour ces « dégonfleurs », mais une jurisprudence française porte sur la condamnation en première instance d'un individu ayant dégonflé les pneus de son voisin. Selon quelques avis professionnels, ces actions peuvent être néanmoins très dangereuses une fois sur la route, car le comportement routier d'un véhicule est fortement dégradé en cas de sous-gonflage important et il existe un risque d'éclatement des pneumatiques. De plus, la structure d'un pneumatique peut être irrémédiablement détruite par un dégonflage total et induire ainsi un accident ultérieur en cas de regonflage sans vérification de son état.
En septembre 2022, le groupe Tyre Extinguishers (« Les extincteurs de pneus ») revendique le dégonflage de plus de 600 SUV dans neuf pays (France, Canada, Royaume-Uni, Allemagne, Suisse, Pays-Bas, Norvège, Danemark, République Tchèque) au cours d'une action coordonnée,.

## Évolution de la hauteur des capots
En Europe, en l'absence de réglementation, la hauteur de capot des véhicules a augmenté. Entre 2010 et 2024, en France elle est passée de 77,3 à 84,3 centimètres, en Allemagne de 76,5 à 82,3 centimètres, en Espagne de 77,5 à 83,8 centimètres, et au Royaume-Uni de 76,9 à 83,7 centimètres. « Les capots toujours plus hauts constituent un danger pour les piétons, adultes comme enfants, les cyclistes et les passagers des voitures ordinaires », la Fédération européenne pour le transport et l'environnement (T&E) recommande donc une hauteur maximale autour de 85 cm pour les voitures neuves,.